# Harold Biervliet (musicus)
Harold Biervliet (Paramaribo, 9 december 1940 – Amsterdam, 18 maart 2025) was een Surinaams-Nederlands musicus. Hij was zanger, gitarist, songwriter en arrangeur en speelde voor diverse bands. Hij werd wel de beste gitarist uit Suriname genoemd.

## Biografie
Harold Biervliet was een broer van de musicus Iwan Vaudelle. Hij maakte als kind zijn eerste gitaar van een sigarendoosje met elastiekjes. Hier speelde hij soms uren per dag op. Zijn moeder zette hierop huishoudgeld opzij en kocht voor hem een soort ukelele. Hier speelde hij vervolgens zijn vingers op stuk.
Later kocht hij van zijn zakgeld een tweedehands gitaartje en muziekboeken waar hij de eerste akkoorden uit leerde. Daarnaast luisterde hij naar de radio en probeerde hij de akkoorden zelf te achterhalen. In Suriname speelde hij in groepen als Trio La India, Trio El Cascabel, Rodrigues Combo, Cosmo Beat en Koele Koele. Ook trad hij drie avonden op in de begeleidingsband The Sentimental Brothers van de Amerikaan Wilson Pickett tijdens diens optredens in Luxor in Paramaribo. Later in zijn carrière verhuisde hij naar Nederland.
Als zanger, gitarist, songwriter en arrangeur werkte hij samen met een groot aantal artiesten, onder wie verder Lieve Hugo, Trafassi (en de voorloper Happy Boys), X-tra, Suzie Poeder, Max Nijman, Stan Lokhin, Johnny de Miranda, George Schermacher, Alberto Gemerts en Carlo Dundas. Daarnaast stond hij op de planken met Sandra Reemer en met bekende Indiase musici, onder wie Geeta Dutt, Hemant Kumar en Hari Om Sharan.
Biervliet werd wel de beste gitarist uit Suriname genoemd. In oktober 2017 ontving hij de Lifetime Achievement Award tijdens het Brasa-festival in Utrecht.
Hij werd door ambassadeur Rajendre Khargi namens president Chan Santokhi onderscheiden tot Officier in de Ere-Orde van de Gele Ster.
Harold Biervliet overleed op 18 maart 2025 op 84-jarige leeftijd.